# 슈퍼로봇대전 T
슈퍼로봇대전 T(일본어: スーパーロボット大戦T, Super Robot Wars T)는 B.B. 스튜디오가 개발하고 반다이 남코 엔터테인먼트가 배급한 전략 롤플레잉 게임이다. 슈퍼로봇대전 시리즈 중 11번째 단독 작품이며 인터내셔널 에라 시리즈 중 3번째 설치 작품이다. 이 게임은 일본에서 출시된 각기 다른 메카 일본의 애니메이션간에 상당한 크로스오버에 초점을 두고있다. 플레이스테이션 4, 닌텐도 스위치용으로 출시된 이 게임은 2019년 3월 20일 아시아에서 출시되었다.